# O dramă în Mexic
O dramă în Mexic (franceză: Un drame au Mexique) este o povestire scrisă de Jules Verne în 1850 sub titlul Les premiers navires de la marine mexicaine (Primele nave ale marinei mexicane). Povestirea a apărut pentru prima oară în numărul din iulie 1851 al publicației Musée des familles cu trei ilustrații semnate de Eugène Forest și Alexandre de Bar. O versiune revizuită, cu șase ilustrații realizate de Férat, a fost publicată împreună cu romanul Michel Strogoff.

## Intriga
În octombrie 1825, în apropiere de Guam, la bordul a două nave de război spaniole izbucnește o revoltă condusă de locotenentul Martinez. Conspiratorii îl asasinează pe căpitanul Don Orteva și preiau comanda navelor, pe care intenționează să le vândă guvernului mexican, care nu are în dotare asemenea vase. Aspirantul Pablo și contramaistrul Jacopo, deși fideli căpitanilor asasinați, se alătură răsculaților.
Ajunși la Acapulco, locotenentul Martinez și acolitul său, José, sunt nevoiți să pornească într-o călătorie către Mexico City pentru a rezolva problemele administrative. Drumul lor este presărat cu ghinion. Ei se întâlnesc cu șerpi veninoși, izvoarele pe care le găsesc sunt secate, cai le sunt uciși într-o avalanșă, iar o ploaie torențială le afectează proviziile. Împins în pragul nebuniei, Martinez îl ucide pe José și își continuă drumul singur. Ajuns la un pod întins peste abis se prăbușește în gol atunci când frânghiile de susținere sunt tăiate de Pablo și Jacopo, care îi urmăriseră pe cei doi de la plecarea din Acapulco.

## Comentarii
Această povestire constituie prima încercare literară  publicată sub numele lui Jules Verne. Pitre-Chevalier, director la Musée des familles, era prieten cu Jules Verne și i-a lăsat mână liberă în ceea ce privește scrierile sale, ceea ce i-a permis autorului să dea frâu liber romantismului său exacerbat. Povestirea dă impresia unei uverturi a Călătoriilor extraordinare, conținând rețeta completă: "descrieri tehnice și geografice, aventuri a la Fenimore Cooper, bande de tâlhari, un crescendo de final, dezlănțuirea celor patru elemente ale naturii (apa - ploaia și torentele, aerul - furtuna, pământul - cutremurul care afectează muntele și focul - erupția vulcanului)". Aici apare primul vulcan vernian, care va deveni ulterior unul dintre elementele cheie ale operei scriitorului francez. Verne își permite chiar și câteva aluzii erotice, iar violența este deja prezentă prin asasinarea lui Don Orteva și prin finalul compus sub forma unui delir fantastic.
În teza sa, Charles-Noël Martin analizează scrierile din tinerețe ale autorului, remarcând romantismul dovedit de versiunile originale și deplângând ignorarea acestor texte inițiale.
După douăzeci și cinci de ani, Verne a reluat textul la cerea lui Hetzel, pentru a-l publica la sfârșitul romanului Mihail Strogoff, al cărui al doilea volum era considerat prea scurt. Scriitorul a condensat narațiunea și a suprimat toate înfloriturile romantice.

## Teme abordate în cadrul povestirii
- Trădarea, personificată de locotenentul Martinez (care se apropie mult de personajul André Vasling din O iarnă printre ghețari]
- Descoperirea Mexicului - geografia, flora și fauna sa
- Civilizația mexicană - gastronomia și arta sa
- Analiza raselor cuprinse sub titulatura de "mexicani"
- Răzbunarea

## Lista personajelor
- Jacopo - contramaistru pe vasul Constanzia
- José - gabier
- Locotenentul Martinez - secund pe vasul Constanzia
- Căpitanul don Orteva - comandantul vasului Constanzia
- Pablo - suplinitorul lui Martinez
- Căpitanul don Roque de Guzuarte - comandantul vasului Asia

## Traduceri în limba română
- 1924 - Noul Cain - traducere George B. Rareș
- 1942 - "O dramă în Mexic" - în volumul Printre ghețurile eterne, Ed. Cultura Românească